# Румынские военнопленные в СССР

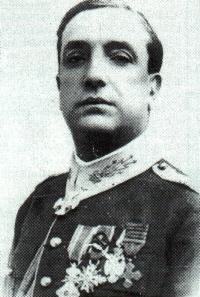
Румынский генерал Михай Ласкар, который с остатками своих войск сдался в плен под Сталинградом, а позже принял предложение советской стороны возглавить 2-ю румынскую дивизию в составе Советской армии.

Румынские военнопленные в СССР — военнослужащие союзной Гитлеру румынской армии, попавшие в советский плен в ходе военных действий на Восточном фронте Второй мировой войны. К концу войны их число было весьма значительным. Это было связано с тем, что в ходе Сталинградской битвы в окружение вместе с немецкими попали и румынские дивизии. Поток пленных пополнялся и позднее, а некоторые были взяты в плен даже после 23 августа 1944 года, когда Румыния перешла от союза с державами Оси к ориентации на  СССР и союзников.
Заметную часть румынских военнопленных составляли выходцы из Бессарабии и Буковины, то есть с территорий, которые были присоединены к Советскому Союзу в 1940 году.
Обращение с румынскими военнопленными было в целом таким же, как и с остальными. Пленные румынские военачальники содержались, в основном, в специальном лагере в Красногорске Московской области, а остальные были отправлены в трудовые лагеря Карлага, Воркуты, Норильска и др.
Например, 6730 румын работали в Спасском лагере Карлага, в Карагандинской области, Казахской ССР. Спасский лагерь № 99 был создан в июле 1941 года и был крупнейшим лагерем для военнопленных в регионе. Хотя большинство из его заключенных были немцами и японцами, более 8000 из них были румынскими военнопленными. Более 1100 из этих румынских заключенных умерли в Спасском лагере из-за бесчеловечных условий.
Некоторые румынские военнопленные выразили желание принять участие в войне на стороне СССР; в октябре 1943 года из них была сформирована 1-я румынская добровольческая пехотная дивизия имени Т. Владимиреску под руководством военнопленного генерала Николае Камбря, но она не принимала участия в боевых действиях до тех пор, пока, после переворота короля Михая, Румыния не присоединилась к СССР и союзникам. В апреле 1945 года была создана вторая дивизия — 2-я румынская добровольческая пехотная дивизия «Хория, Клошка ши Кришан» во главе с Михаем Ласкаром, также военнопленным генералом, состоявшая не только из военнопленных, но и из румынских добровольцев-коммунистов, но она так и не успела принять участия в войне.
В апрельском докладе 1946 года Вячеслава Молотова говорилось, что в 1945 году было репатриировано на родину 61 662 румынских военнопленных, 20 411 приняли участие в формировании румынских военных подразделений, а еще около 50 000 человек остались в трудовых лагерях. Последние румынские военнопленные были освобождены только в 1956 году. Некоторые из них были снова арестованы коммунистическими румынскими властями по прибытии в Румынию «за ведения войны в Советском Союзе» и отправлены в тюрьму Сигет.
9 сентября 2003 года на Спасском кладбище на территории бывшего Карлага тогдашним президентом Румынии Ионом Илиеску был открыт гранитный памятник, на котором выгравирована надпись «В память о 900 румынских военнопленных, погибших в сталинских лагерях в Центральном Казахстане в 1941—1950 годах».